# Gunnar Dedio
Gunnar Dedio (ur. 1969 w Rostocku) – niemiecki producent filmowy i autor.

## Życiorys
Po zdaniu egzaminu dojrzałości w 1988 roku w szkole imienia Herder (teraz Innerstädtisches Gymnasium Rostock) w Rostocku, rozpoczął naukę na uniwersytecie w Rostocku. Ponadto studiował na Avignon i Mittweidzie. W 1995 r. założył firmę produkującą filmy – Looks. Od tego czasu Dedio produkuje filmy dokumentalne, fabularne i seriale dla kina, telewizji i Internetu. Wśród jego najważniejszych produkcji znajdują się seriale Life Behind the Wall (wyróżniony w 2005 r. nagrodą Grimme-Preis), Michael Kohlhaas (César 2014) i 14 – Diaries of the Great War (wyróżniony 2014 r. nagrodą Robert-Geisendörfer-Preis, nominowany do Deutscher Fernsehpreis i do Nagrody Japońskiej).
Dedio wykłada na Uniwersytecie w Mittweidzie, w Niemczech.

## Filmografia
- 2001: Hangman – Death Has a Face (film dokumentalny, reżyseria: Jens Becker (Regisseur))
- 2003: Genesis II et l’homme créa la nature (serial dokumentalny, reżyseria: Frédéric Lepage)
- 2003: Checkmate (film dokumentalny, nagrodzony Romy)
- 2004: Life Behind the Wall (serial dokumentalny, otrzymał 2005 r. Grimme-Preis)
- 2004: Monuments (serial dokumentalny, reżyseria m.in. Piotr Trzaskalski, Alice Nellis, Peter Kerekes, Ferenc Török)
- 2006: Life Under Napoleon (serial dokumentalny)
- 2007: Living with the Enemy (serial dokumentalny)
- 2007: Hitler & Mussolini (film dokumentalny)
- 2008: Life in East Prussia (serial dokumentalny)
- 2008: Hitler & Stalin (film dokumentalny)
- 2008: In Search of America (serial dokumentalny)
- 2008: Of Sharks and Men (serial dokumentalny, reżyseria: Dirk Steffens)
- 2009: Ein Traum in Erdbeerfolie – Comrade Couture (film dokumentalny)
- 2010: Molotow (film dokumentalny, reżyseria: Ullrich Kasten)[1]
- 2010: Life After the Wall (serial dokumentalny)
- 2010: La vie sauvage des animaux domestiques (film dokumentalny)
- 2010: Mein Germany (film dokumentalny)
- 2010: On the Road in Southern Africa (serial dokumentalny)
- 2011: Jak Churchill zdradził Polskę – Sprawa Sikorskiego (film dokumentalny)
- 2011: Brick by Brick – The Making of the Iron Curtain (film dokumentalny)
- 2012: Hindenburg & Hitler (film dokumentalny, reżyseria: Christoph Weinert)[2]
- 2012: Lenin – The End of the Myth (film dokumentalny, reżyseria: Ullrich Kasten)[3]
- 2013: Michael Kohlhaas (film fabularny, reżyseria: Arnaud des Pallières), uhonorowany Cezarem 2014 r. za Najlepszą Muzykę i Najlepszy Dźwięk
- 2013: Spies of Mississippi (film dokumentalny, reżyseria: Dawn Porter (filmmaker))
- 2013: Michel Petrucciani – Body and Soul (film dokumentalny, reżyseria: Michael Radford)
- 2013: 1913: The Emperor’s Last Dance (film dokumentalny, autor: Daniel Schönpflug, reżyseria: Florian Huber)[4]
- 2014: 14 – Diaries of the Great War (dokumentalny serial dramatyczny, reżyseria: Jan Peter)
- 2014: Wielka Wojna w Małych Rękach (serial dramatyczny dla dzieci, reżyseria: Matthias Zirzow, angielski tytuł Small Hands in a Big War)
- 2014: Inside the War (film dokumentalny w 3D, reżyseria: Niko Vialkowitsch)
- 2014: Annihilation (serial dokumentalny, reżyseria: William Karel)[5]

## Książki
- Die letzten Henker Das Neue Berlin, Berlin 2002, ISBN 978-3-360-00969-2. (oraz Jens Becker)
- The Great War Diaries, BBC Books, 2014, ISBN 978-1-84990-674-6. (oraz Florian Dedio)

## Nagrody
- 2004: Hans-Klein-Medienpreis (za Life Behind the Wall)
- 2005: Grimme-Preis (za Life Behind the Wall)
- 2014: nominowany do Nagrody Japońskiej (Contest for educational Media) w kategorii „Continuing Education” (za 14 – Diaries of the Great War)[6]
- 2014: nominowany do Nagrody Japońskiej (Contest for educational Media) w kategorii „Youth” (za Small Hands in a Big War)[6]
- 2014: Robert-Geisendörfer-Preis (za 14 – Diaries of the Great War)[7]
- 2014: nominowany do Deutscher Fernsehpreis (za 14 – Diaries of the Great War)[8]